# 里斯本區
里斯本區 （葡萄牙語：Distrito de Lisboa，發音：[disˈtɾitu ðɨ liʒˈboɐ] ⓘ）是葡萄牙中南部的一個區，南界特茹河，西臨大西洋。面積2,761平方公里，人口2,135,992人 （2001年）。首府是里斯本，也是國家首都；下分16市镇。